# لويس أنخيل دوك
لويس أنخيل دوك (بالإسبانية: Luis Ángel Duque)‏ هو لاعب كرة قدم ومدرب كرة قدم إسباني، ولد في 31 أكتوبر 1953 في مدريد في إسبانيا. لعب مع Cartagena FC ‏.

## وصلات خارجية
- لويس أنخيل دوك على موقع قاعدة بيانات كرة القدم.إي يو (الإنجليزية)